# Ut redeat miseris, abeat fortuna superbis

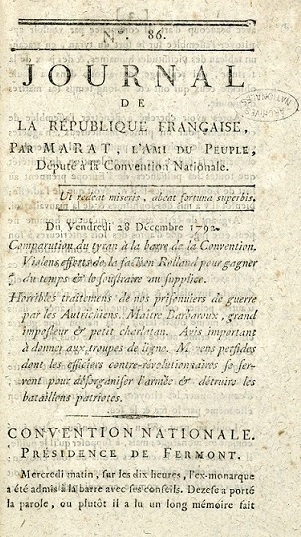
La frase sulla testata del Journal de la République Française

Ut redeat miseris, abeat fortuna superbis (pressappoco "la fortuna si allontani dai superbi per tornare ai miseri") è un motto latino derivante da un verso di Orazio, famoso anche per il suo utilizzo durante la Rivoluzione francese da parte del giornalista e politico Jean-Paul Marat che lo usò per uno dei suoi quotidiani, il Journal de la République Française, versione istituzionalizzata de L'Ami du peuple.
Ebbe successo nei movimenti socialisti e anarchici e fu in seguito riutilizzato per altre pubblicazioni radicali come Cronaca sovversiva dell'anarchico Carlo Abate.